# 澳門市政廳
澳門市政廳（澳門議事會或稱澳門議事公局，本意：「忠誠的議會」）是葡萄牙在澳門地區成立的自治機構，此機構現已不復存在。昔日澳門議事會主要管理澳門葡萄牙人社區的事務，後來轉變成市政機構，負責管理澳門市的市政事務。自19世紀40年代，澳門議事會改名為澳門市政廳，澳門主權移交後，先後易名為臨時澳門市政局及民政總署。澳門議事會的辦公大樓現已成為澳門歷史城區之一部分。

## 象徵

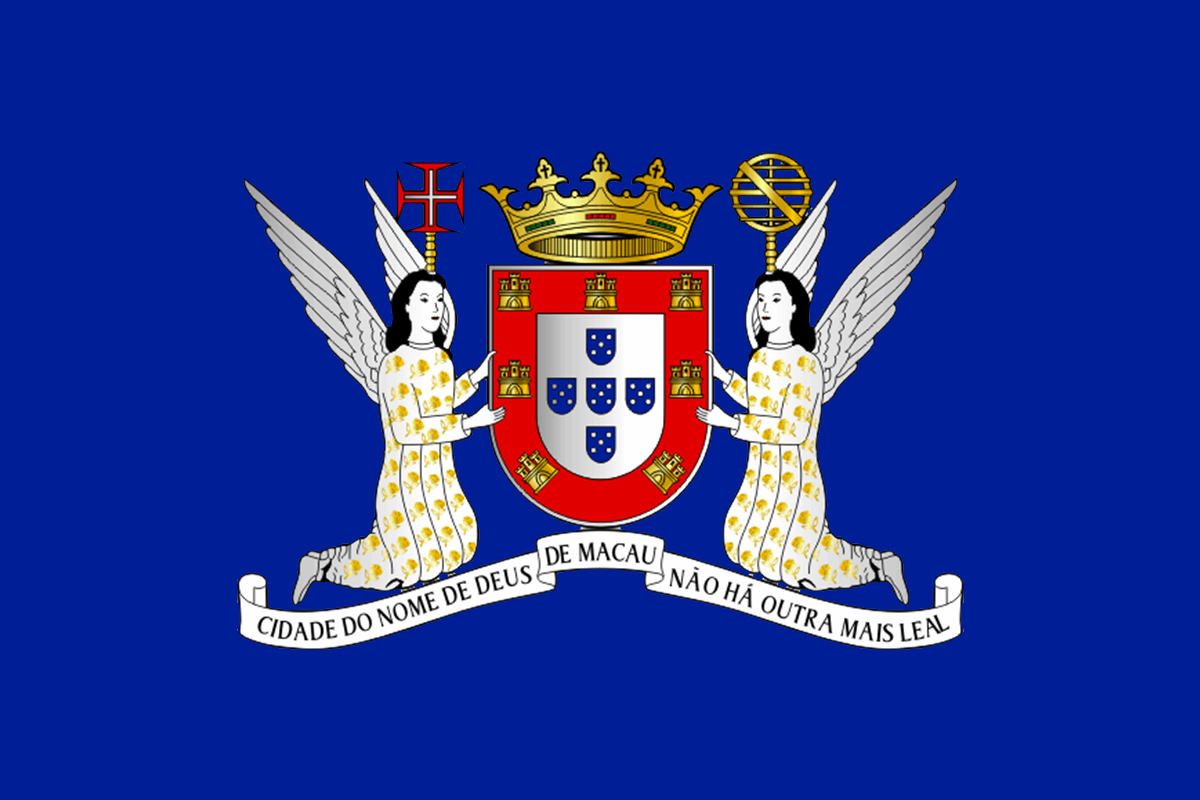
澳葡時期後期在國際場合使用的澳門市政廳市旗；此旗亦在澳門政權交接儀式中用作代表葡屬澳門的旗幟

澳門市政廳市旗是代表澳門市政區；在出席體育及其它國際場合時，也常常會使用這面旗幟代表全澳門。在澳門回歸中國時，澳門市政廳旗被採用為交接儀式代表澳門的旗幟。澳門市政廳市旗是由兩名天使守護葡萄牙國盾，下方寫有葡萄牙文「（天主之名之城澳門；無比至忠誠）」的白色帶子所組成的藍色旗幟。

## 歷史
自從葡萄牙人居留澳門後，在澳門的葡萄牙人經耶穌會會士的鼓勵，於1583年（明萬曆十一年）自行成立議事會（公局）進行葡萄牙社區的自治管理，是當時澳門的行政中心，直到1833年為止。主管市政多為本地紳士，負責保證葡萄牙政府與澳門民眾之間關係融洽，以維持澳門的正常貿易和社會安定。1584年，葡屬印度總督孟尼斯（D.Duarte Meneses）擴大了議事會的行政、政治和司法管理權，軍事權仍由巡航首領專掌。1586年，孟尼斯再授予澳門與印度柯枝（Cochin）等相等的自治特權，每三年選舉官員、普通法官一次。澳門取得了「市」的資格，被稱為「天主聖名之城」（Cidade do Nome de Deus）。
在伊比利亞共主聯盟時期內，澳門的葡萄牙人按照規定向西班牙國王宣誓效忠，但議事會則按協議繼續懸掛葡萄牙國旗。1640年，葡萄牙光復。1654年，葡萄牙國王若昂四世賜給澳門“無比忠貞”（Não há outra mais leal）稱號。
1623年，澳門總督到澳門到任就職時，澳門總督亦只負責澳門防務事宜。直至1783年4月4日，葡萄牙海事暨海外部部長以葡萄牙女王瑪麗亞一世的名義發佈《王室制誥》後，澳門議事會的權力逐漸削弱，澳門總督的權力則不斷擴大。到1933年，葡萄牙為進一步加強中央集權，頒佈《海外行政改革法》。此時，澳門議事會的權限受到更大的制約。及後澳門市政廳在市政委員會管轄下，只管理澳門之市政事務。
澳門主權移交後，澳門市政廳過渡為臨時澳門市政局，大致上行使該廳具有政權性質以外的其他權限。而澳門的市政機構，隨著2002年1月民政總署的成立而被撤銷。

## 職能
根據《市政區法律制度》的規定，澳門地區有兩個市政區：澳門市政區和海島市政區（包括氹仔與路環）。兩個市政區各自有獨立的管理機構及財產，並享有行政和財政自主權。由此產生澳門市政廳和海島市政廳可以分別與其他城市結成姐妹城市，而外國傳媒稱執委會主席為「市長」（Mayor）的現象。
市政區的主要職責包括：本身及其管轄範圍內資產的管理，市政發展；城市規劃和建設；公共衛生和基本清潔；文化、娛樂、體育活動。市政區設有兩個管理機關——市政議會和市政執行委員會（俗稱市政廳），依法獨立行使各自的職能。

## 辦公大樓

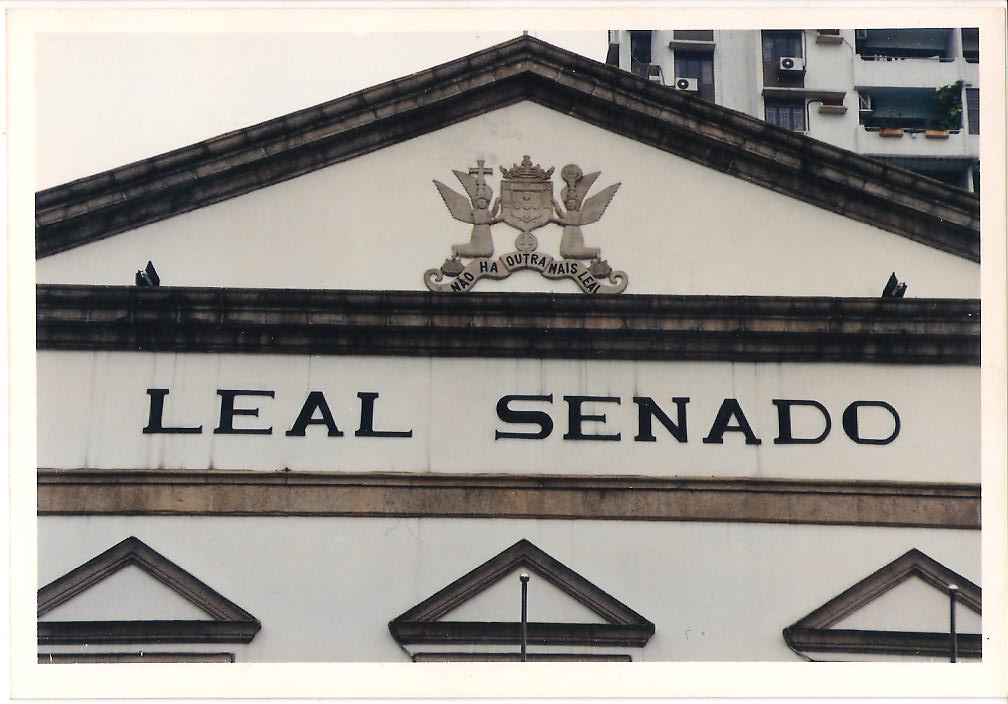
昔日的市政廳，現今的市政署大樓

據《澳門記略》之繪圖，澳門市政廳的前身是議事亭，乃一座中式亭樓建築，為昔日明朝、清朝官員與葡萄牙人辦理居留、貿易洽談的地方。其後在1783年，葡萄牙人以80,000兩白銀購買議事亭地皮，並興建具葡萄牙建築風格的澳門議事會大樓為辦公之用。昔日澳門市政廳的辦公大樓，在澳門特別行政區成立後，歷臨時澳門市政局、民政總署之使用，現為市政署大樓。
2005年，市政署大樓為成為聯合國世界遺產「澳門歷史城區」之一部分。

## 外部連結
- 澳門百科全書：議事會